# 塞本施泰因
塞本施泰因是奥地利下奥地利州诺因基兴县的一个市镇。总面积9.09平方公里，总人口1242人，人口密度136.6人/平方公里（2005年）。